# Un poliziotto scomodo
Un poliziotto scomodo è un film poliziesco del 1978 diretto da Stelvio Massi.

## Trama
Il commissario di Pubblica Sicurezza Francesco Olmi è un funzionario piuttosto scomodo della questura di Roma per la drasticità dei suoi metodi e per l'incorruttibilità. Un giorno viene chiamato a indagare sul duplice omicidio di due giovani. Le indagini conducono a Degan, il direttore della dogana dell'aeroporto di Fiumicino, ma, in assenza di prove adeguate, Olmi non riesce a fare incriminare il delinquente che, dopo avere inutilmente tentato di eliminare il commissario, fugge all'estero grazie anche alla complicità di quell'infame del giudice Garganese, che copre la sua fuga.
Trasferitosi a Civitanova Marche, dopo un breve periodo di tranquilla vita di provincia, Olmi non riesce a stare lontano dall'azione e si mette ad indagare su un traffico di armi. In breve tempo riesce a stringere nella morsa la nuova banda, che ha come vertici un editore e un padrone di giganteschi Tir. I banditi, scoperti e braccati, fanno irruzione in una scuola dove insegna Anna, l'amante di Olmi, e prendono come ostaggio quest'ultima e alcuni bambini. Il commissario, penetrando da solo nell'edificio in maniera spettacolare, uccide i banditi e libera gli ostaggi.

## Produzione
A differenza di altri film polizieschi interpretati da Maurizio Merli, in cui l'attore romano è stato doppiato da Pino Locchi, in questa pellicola recita con la propria voce.
Il film è stato girato tra Roma e Civitanova Marche, città natale del regista.

## Distribuzione
Distribuito nei cinema italiani il 23 dicembre 1978, Un poliziotto scomodo ha incassato complessivamente 989.390.960 lire dell'epoca.